# Кожухарь, Владимир Маркович
Владимир Маркович Кожухарь (укр. Володимир Маркович Кожухар; 16 марта 1941, Винница — 3 декабря 2022, Киев) — советский и украинский дирижёр, народный артист РСФСР (1985) и Украины (1993). Отец Назара Кожухаря.

## Биография
Окончил Киевскую среднюю музыкальную школу имени Николая Лысенко по классу трубы и Киевскую государственную консерваторию имени П. И. Чайковского по классу трубы и оперно-симфонического дирижирования. Затем учился в аспирантуре Московской консерватории.
С 1964 года был дирижёром, а с 1967 года — главным дирижёром Государственного симфонического оркестра УССР. С 1973 по 1977 год работал дирижёром Киевского театра оперы и балета, затем до 1988 года — главным дирижёром Музыкального театра имени Станиславского и Немировича-Данченко в Москве.
С 1989 по 2012 год — главный дирижёр Академического театра оперы и балета УССР имени Т. Шевченко (Национальная опера Украины). В 1978—1988 годах преподавал в Московском музыкально-педагогическом институте имени Гнесиных. С 1993 года — профессор Киевской консерватории.
Сын — Назар Кожухарь (род. 1969), скрипач, альтист, дирижёр, педагог.
Скончался 3 декабря 2022 года на 82-м году жизни.

## Признание и награды
- 1980 год — Медаль «За трудовое отличие» (14.11.1980)
- 1985 год — Народный артист РСФСР
- 1993 год — Народный артист Украины[2]
- 2001 год — Кавалер ордена «За заслуги» ІІІ степени[3]
- 2006 год — Кавалер ордена «За заслуги» ІІ степени[4]
- 2016 год — Кавалер ордена «За заслуги» І степени[5]